# Il blues della chitarra sola
Il blues della chitarra sola è l'ottavo singolo estratto dal diciassettesimo album Sono innocente del cantante italiano Vasco Rossi, uscito il 4 marzo 2016.

## Il singolo
Il singolo anticipa la pubblicazione dell'album live Tutto in una notte - Live Kom 015 in uscita il 18 marzo 2016, registrato allo Stadio San Paolo di Napoli il 3 luglio 2015.

## Formazione
- Vasco Rossi – voce
- Vince Pastano – chitarra, tastiera, cori
- Claudio Golinelli – basso
- Guido Elmi – tastiera
- Clara Moroni – cori
- Andrea Innesto – cori, fiati
- Frank Nemola – cori, fiati
- Stef Burns – chitarra
- Matt Laug – batteria